# مروان الصحفی
مروان الصحفی (انگلیسی: Marwan Al-Sahafi؛ زادهٔ ۱۷ فوریهٔ ۲۰۰۴) بازیکن فوتبال اهل عربستان سعودی است.
از باشگاه‌هایی که در آن بازی کرده‌است می‌توان به باشگاه فوتبال الاتحاد اشاره کرد.
وی همچنین در تیم‌های ملی فوتبال زیر ۲۰ سال و زیر ۲۳ سال عربستان سعودی بازی کرده‌است.